# Mongol de Henan
Le mongol de Henan est un dialecte  mongol de l'oïrate parlé dans le district autonome mongol de Henan, situé dans le Sud-Est de la province du Qinghai, en Chine.

## Classification interne
Les Oïrats de Henan sont des Mongols Deed comme ceux qui parlent le mongol de Kokonour. Cependant, bien qu'ils forment la majorité de la population du district, le tibétain est aujourd'hui la langue de la plupart d'entre eux.

## Phonologie

### Voyelles
|         | Antérieure  | Centrale | Postérieure |
| ------- | ----------- | -------- | ----------- |
| Fermée  | i [i] y [y] | ʉ [ʉ]    | ʊ [ʊ]       |
| Moyenne | e [e] œ [œ] | ə [ə]    | ɤ [ɤ]       |
| Ouverte | ɛ [ɛ]       | a [a]    | ɔ [ɔ]       |

Les voyelles sont aussi longues.

## Phonétique historique
Le tableau montre les particularités du mongol de Henan par rapport au mongol littéraire de Chine.
| mongol de Henan | mongol littéraire |                           |
| --------------- | ----------------- | ------------------------- |
| xɤlʉːn          | ᠰᠢᠯᠤᠭᠤᠨ siluγun   | droit                     |
| siːx ~ syːk     | ᠰᠦᠢᠬᠡ süike       | sorte de boucle d'oreille |
| wɛːʃʊŋ          | ᠪᠠᠢᠢᠰᠢᠩ baising   | bâtiment                  |
| wɑr             | ᠪᠠᠷᠰ bars         | tigre                     |
| tɔrgʊːl         | ᠳᠣᠷᠭᠤᠳ torγud     | Torgut                    |
| kelɤ            | ᠬᠡᠯᠡ kele         | langue                    |
| medɤx           | ᠮᠡᠳᠡᠬᠦ medekü     | connaître, savoir         |
| ʧʲɔːn           | ᠴᠢᠨᠣ᠎ᠠ čino-a      | loup                      |
| ɢɑtsʊː          | ᠭᠠᠳᠠᠰᠤᠨ γadasu    | sardine (d'une tente)     |
| xirɔː ~ χorɔː   | ᠰᠢᠷᠣᠢ siroi       | terre                     |